# Cântarea celor trei tineri
Rugăciunea lui Azaria și Cântecul celor trei tineri sfinți este un pasaj de lung, care apare după Daniel 03:23, în Biblia Romano-Catolică și Ortodoxă, precum și în traducerea greacă veche Septuaginta. Articolul VI din Treizeci și nouă articole ale Bisericii Anglicane le-a listat ca ne-canonice (dar totuși, cu alte texte apocrife, "Biserica le citează, ca exemplu de viață și instrucțiuni de maniere").  Pasajul este omis din Biblia Protestantă ca adiție apocrifală.

## Vezi și
- Șadrac, Meșac și Abed-Nego